# 도버트 기준
도버트 기준(Daubert standard)은 전문가 증언의 신빙성을 판단하여 증거로 채택할지 여부를 결정하기 위한 미국 연방법 증거규정이다. 그전까지 사용되던 프라이 기준을 대체한 것이다. 이하 3개 미국 대법원 판례가 도버트 기준의 형성에 영향을 미쳤다. 
- 도버트 v. 메렐 도우 제약회사 판례(1993년)
- 제너럴 일렉트릭사 v. 조니어 판례(1997년)
- 금호타이어 v. 카마이클 판례(1999년)

1993년 도버트… 판례에서 대법관 7인이 합의한 도버트 기준의 내용은 다음과 같다.
- 재판관은 문지기(gatekeeper)다: 과학전문가의 증언이 "과학지식"에서 진짜로 비롯되었음을 확인하는 것은 재판관의 소임이다.
- 유관성(relevance)과 신빙성(reliability): 재판관은 전문가의 증언이 "본 사안과 유관"하며, 그것이 "믿을 만한 토대"에 근거한 것인지 분명히 해야 한다.
- 과학방법론(methodology)이 과학지식(knowledge)이다: 특정 입장의 옹호자가 그것이 과학적 방법에서 유도된 "과학방법론"임을 보인다면 그 결론은 과학지식의 요건을 만족한다.[1]
- 구체적 요소(Illustrative Factors): 위에서 말한 "과학방법론"의 구체적 요건은 다음과 같다.
  1. 전문가가 적용한 이론이나 기법이 과학공동체에서 일반적으로 수용(generally accepted)되는지 여부
  2. 동료평가(peer review)와 게재(publication)를 거쳤는지 여부
  3. 시험(test)이 가능하고 또한 시험을 해 보았는지 여부
  4. 알려졌거나 또는 잠재적인 오차율이 수용가능한지 여부
  5. 해당 연구가 특정 송사로부터 자유롭게 수행되었는지, 또는 문제의 증언을 하고자 하는 의도에 의존적인지 여부

## 같이 보기
- 프라이 기준